# Gyropora africana
Gyropora africana is een hydroïdpoliep uit de familie Stylasteridae. De poliep komt uit het geslacht Gyropora. Gyropora africana werd in 1960 voor het eerst wetenschappelijk beschreven door Boschma. 